# Svetinikolska
La Svetinikolska (en macédonien : Светиниколска Река), également appelée Azmak (Азмак) est une rivière de l'est de la Macédoine du Nord, dans la région du Vardar, et un affluent droit de la Bregalnica, donc un sous-affluent du fleuve le Vardar.

## Géographie
Longue de 35 kilomètres[réf. nécessaire], elle est formée par la réunion de trois petits cours d'eau dans la ville de Sveti Nikole, à laquelle elle doit son nom. Ces trois affluents, le Karatach, l'Alakintsé et la Mavrovitsa, prennent leur source dans les collines qui bordent la vallée de l'Ovtché Polé, à son extrémité occidentale. Ces collines culminent à environ 600 mètres d'altitude. Pendant sa traversée de l'Ovtché Polé, la Svetinikolska reçoit les eaux de plusieurs autres ruisseaux, soumis aux crues et secs en été.
La Svetinikolska se jette, en rive droite, dans la Bregalnica à 203 mètres d'altitude.

### Bassin versant
Son bassin versant couvre 658,7 kilomètres carrés.